# Karl Angerer
Karl Angerer (ur. 18 lipca 1979 w Berchtesgaden) – niemiecki bobsleista, trzykrotny medalista mistrzostw świata.

## Kariera
Pierwszy sukces w karierze osiągnął w 2007 roku, kiedy wspólnie z kolegami i koleżankami z reprezentacji zdobył złoty medal w rywalizacji drużynowej podczas mistrzostw świata w St. Moritz. Na rozgrywanych cztery lata później mistrzostwach świata w Königssee razem z Christianem Friedrichem, Alexem Mannem i Gregorem Bermbachem wywalczył srebrny medal w dwójkach. Parę dni wcześniej zdobył także kolejny srebrny medal w rywalizacji drużynowej. Ponadto w sezonie 2009/2010 zajął trzecie miejsce w klasyfikacji Pucharu Świata dwójek. W 2010 roku wziął udział w igrzyskach olimpijskich w Vancouver, zajmując dziewiąte miejsce w dwójkach i siódme w czwórkach.